# Skrot, hopp och kärlek
Skrot, hopp och kärlek (med tillägget En galet rolig rockabilly-buskis) är en svensk buskis-fars från Vallarnas Friluftsteater år 2023, regisserad av Pär Nymark och Victoria Arturén (regi-assistent), med manus av Pär Nymark och Mikael Riesebeck.
Skrot, hopp och kärlek hade premiär den 2 juli 2023, och släpptes på DVD den 29 april 2024.

## Skådespelare
| Annika Andersson | – Rut Berglund, raggar-mamma, mor till Affe.                           |
| Mikael Riesebeck | – Affe Berglund, raggare, son till Rut.                                |
| Jojje Jönsson    | – Herman Tjäder, skattmas.                                             |
| Jeanette Capocci | – Agnes Berglund, raggar-tant, mormor till Affe.                       |
| Claes Månsson    | – Arne “Slaktar-Lasse” Carlgren, gangster.                             |
| Karin Bergquist  | – Bittan Svensson, storstadsdam, mor till Kakan.                       |
| Mathias Sundén   | – Harry Svensson, polisman, far till Kakan.                            |
| Linnéa Lexfors   | – Karin “Kakan” Svensson, storstadstjej, dotter till Bittan och Harry. |

## Om turnén
Claes Månsson spelade rollen som Slaktar-Lasse, när de uppträdde på Vallarnas Friluftsteater i Falkenberg. Bertram Heribertson ersatte Claes Månsson för denna roll, när de uppträdde på turné.